# Литвин, Кшиштоф
Кшиштоф Литвин (пол. Krzysztof Litwin; 19 июня 1935 — 8 ноября 2000) — польский актёр кабаре, театра, кино и телевидения.

## Биография
Кшиштоф Литвин родился в Кракове. Учился живописи в Академии изящных искусств в Кракове. С 1956 года выступал в наиболее известном краковском кабаре «Подвал под баранами». Дебютировал в кино в 1959 году. Актёр театров в Кракове и Тарнуве. Выступал в спектаклях «театра телевидения» в 1969—1979 годах. Умер в Кракове и там похоронен на Раковицком кладбище.

## Избранная фильмография
- 1962 — Как быть любимой / Jak być kochaną
- 1963 — Дневник пани Ганки / Pamiętnik pani Hanki
- 1963 — Почтенные грехи / Zacne grzechy
- 1964 — Зной / Upał
- 1964 — Аватар, или Замена душ / Awatar czyli zamiana dusz
- 1964 — Рукопись, найденная в Сарагосе / Rękopis znaleziony w Saragossie
- 1965 — Всегда в воскресенье / Zawsze w niedzielę
- 1965 — Вальковер / Walkower
- 1965 — Пепел / Popioły
- 1966 — Жареные голубки / Pieczone gołąbki
- 1966 — Ад и небо / Piekło i niebo
- 1967 — Стена ведьм / Ściana czarownic
- 1966 — Барьер / Bariera
- 1966 — Четыре танкиста и собака / Czterej pancerni i pies
- 1967 — Невероятные приключения Марека Пегуса / Niewiarygodne przygody Marka Piegusa
- 1967 — Явка на Сальваторе  —  Юрек, друг Терезы
- 1968 — Вынужденная прогулка / Weekend z dziewczyną
- 1968 — Кукла / Lalka
- 1968-1970 — Приключения пса Цивиля / Przygody psa Cywila
- 1969 — Человек с ордером на квартиру / Człowiek z M-3
- 1969 — Девичий заговор / Rzeczpospolita babska
- 1969 — Как добыть деньги, женщину и славу / Jak zdobyć pieniądze, kobietę i sławę
- 1973 — Большая любовь Бальзака / Wielka miłość Balzaka (только в 5-й серии)
- 1976 — Беспредельные луга / Bezkresne łąki
- 1977 — Кукла / Lalka
- 1980 — Семья Лесьневских / Rodzina Leśniewskich
- 1989 — Моджеевская / Modrzejewska (только во 2-й серии)
- 1993 — Список Шиндлера / Schindler's List